# Де ла Вега, Вентура
Вентура де ла Вега (исп. Ventura de la Vega, полное имя Буэнавентура Хосе Мария де ла Вега-и-Карденас, исп. Buenaventura José María de la Vega y Cárdenas; 14 июля 1807, Буэнос-Айрес — 29 ноября 1865, Мадрид) — испанский драматург, переводчик и поэт аргентинского происхождения. Отец драматурга Рикардо де ла Веги.
В одиннадцатилетнем возрасте, согласно завещанию своего отца, был отправлен матерью из Аргентины, где только что завершилась война за независимость, в бывшую метрополию. По легенде, при посадке на корабль кричал: «Граждане, неужели вы допустите, чтобы аргентинца насильно против его воли увозили с Родины?» По прибытии в Мадрид в 1818 году был отдан в колледж Сан-Матео, где среди его учителей был Альберто Листа, а среди товарищей и соучеников — Хосе де Эспронседа. Вместе с Эспронседой и Ларрой де ла Вега в молодые годы составлял кружок поэтов романтического направления, с самоиронией названный «Парнасик» (исп. El Parnasillo).
В 1832 году выступил с пьесой «Дон Кихот на Сьерра-Морене» (исп. Don Quijote en Sierra Morena) — переделкой одного из эпизодов «Дон Кихота» Сервантеса. Годом позже выпустил в Гаване первую книгу стихов «Американские рифмы» (исп. Rimas americanas). Зрелые стихи де ла Веги были собраны в книгу только после его смерти, тогда как его драмы успешно ставились при жизни автора. В 1838 году де ла Вега женился на оперной певице Марии Мануэле Орейро Лема. Он преподавал литературу юной королеве Изабелле II, некоторое время был её личным секретарём и на рубеже 1830—1840-х годов перешёл на консервативные позиции, при избрании в 1842 году в Королевскую академию он произнёс речь о вреде романтизма для государственных устоев. В 1847 году Изабелла II назначила де ла Вегу директором Испанского театра — главной театральной сцены Мадрида, с 1857 году и до конца жизни он возглавлял Мадридскую консерваторию.

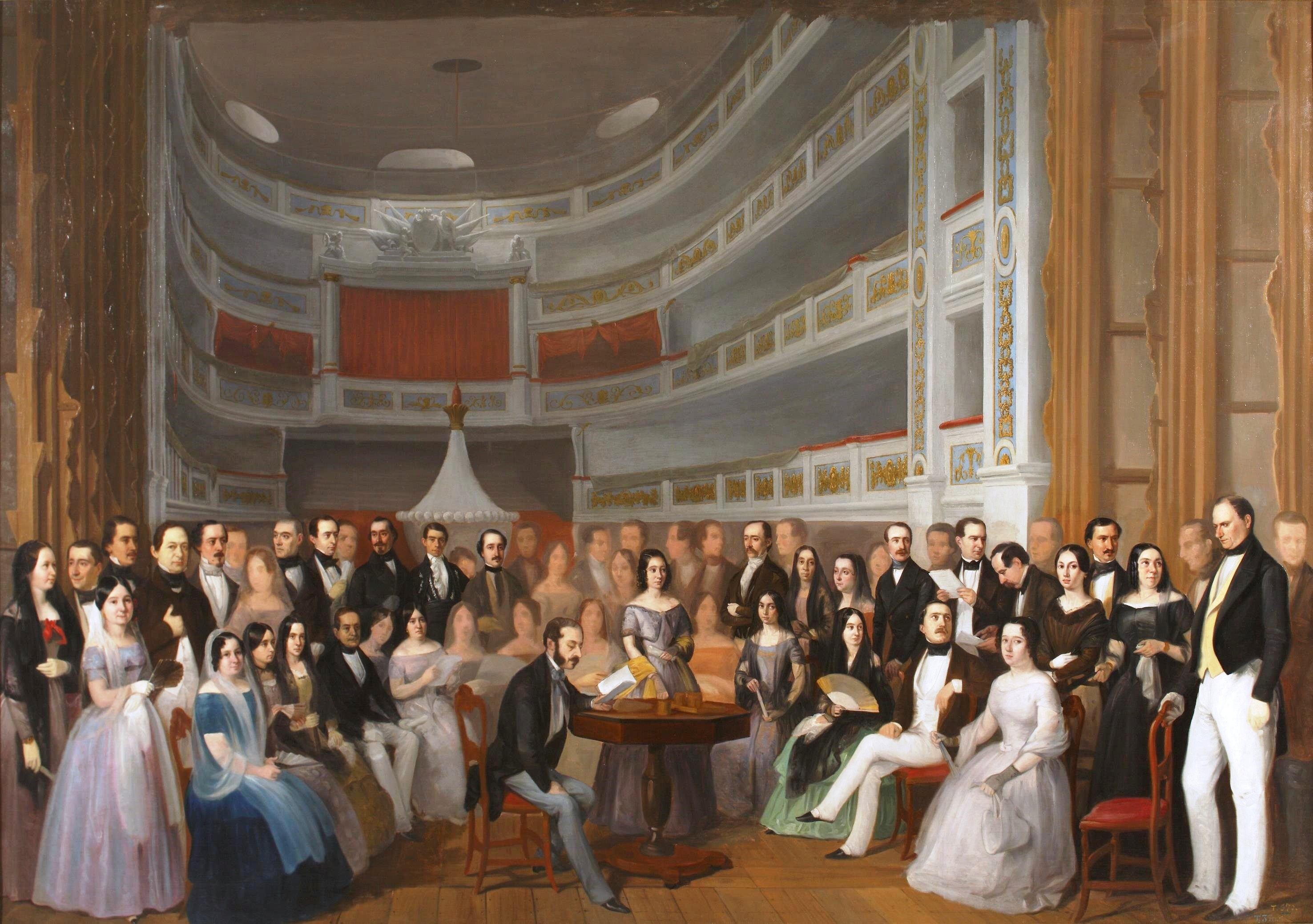
А. М. Эскивель. Вентура де ла Вега читает новую пьесу в Театре принца (1845)

Среди пьес де ла Веги — как исторические драмы, среди которых выделяются «Дон Фернандо де Антекуэра» (исп. Don Fernando de Antequera; 1847 — громкий успех этой пьесы засвидетельствован и российским репортажем) и «Смерть Цезаря» (исп. La muerte de César; 1865), так и многочисленные комедии из жизни мещанства и буржуазии. Из комедий де ла Веги наиболее важна пьеса «Светский человек» (исп. El hombre del mundo; 1845) — сниженное изложение бродячего сюжета о Дон Жуане языком и стилем «мещанской драмы», полемичное по отношению к возвышенной интерпретации этого же сюжета другим испанским драматургом, Хосе Соррильей. На либретто де ла Веги написана одна из известных сарсуэл Франсиско Асенхо Барбьери, «Игра с огнём» (исп. Jugar con fuego; 1853).
Вентура де ла Вега также проявил себя как плодовитый театральный переводчик. В его переводах, в частности, шли на испанской сцене многие пьесы Эжена Скриба и драма Виктора Гюго «Король забавляется».